# Selbstzweifel
Als Selbstzweifel bezeichnet man in der Psychologie die Zweifel an der eigenen Person (an einem selbst). Betroffene befinden sich in einer inneren Unzufriedenheit und Unsicherheit darüber, was sie selbst tun, können oder wollen. Daher wird auch von Selbstunsicherheit gesprochen. Die eigene Person wird subjektiv wahrgenommen und Positives wird daher meist übersehen. Die Gegenteile sind Selbstsicherheit, Selbstbewusstsein und Selbstgewissheit.

## Ursachen
Mögliche Ursachen für Selbstzweifel sind zum Beispiel:
- negative, traumatische Erfahrungen mit der Umwelt, Enttäuschungen und Absagen, die auf sich selbst projiziert werden[2][3]
- fehlendes Vertrauen, Wertschätzung, Empathie und Zuwendung von anderen an einen selbst (vgl. auch Urvertrauen vs. Urmisstrauen, Hospitalismus)
- Vorurteile und Diskriminierung in der Gesellschaft gegenüber einen selbst
- allgemeines falsches Weltbild durch den Einfluss von Massenmedien und Kognitive Verzerrungen[3]
- (vermeintlicher) Konkurrenzkampf und Entwicklungsdruck, Vergleich mit anderen[2]
- Hinterfragen des eigenen Handelns, Ideale und Persönlichkeit (Identitätskrise)
- Überforderung und Unfähigkeit mit einem Problem oder einer Situation umzugehen
- Schuldgefühle und Verluste, die einem an der eigenen Person zweifeln lassen, zum Beispiel da man nicht oder nicht genug eingreifen konnte
- Depressionen[4]
- Minderwertigkeitskomplexe[3]
- allgemeine Unsicherheit und Ungewissheit (mangelnde Ambiguitätstoleranz)[3]
- Mangel an Selbstvertrauen, Selbstbewusstsein, Selbstständigkeit, Autonomie, Selbstwertgefühl, negative Selbstwahrnehmung und die Unfähigkeit sich trotz offensichtlicher Beweise seinen Erfolg nicht eingestehen zu können (Imposter-Phänomen)[2]
- nicht erfüllbarer Perfektionismus und zu hohe Erwartungen von einem selbst[4]
- Ängste (im Speziellen Zukunftsängste, die Angst vor Veränderungen, dem Versagen, als etwas Schlechtes dazustehen, Existenzängste)[4]
- Schüchternheit und Soziale Ängste
- Stress und unruhige Lebenssituationen
- Krankheiten und andere Beeinträchtigungen der Gesundheit und des Körpers und Geistes, Persönlichkeits- und Belastungsstörungen
- Einfluss durch Medikamente oder Rauschmittel

## Behandlung
Betroffene sollen lernen sich selbst mehr wertzuschätzen. Dazu sollen sie ihren Körper und Geist gut einschätzen können und sich über ihre eigenen Fähigkeiten und Kenntnisse gut bewusst sein (Selbstkonzept). Sie sollen außerdem ihre eigene subjektive Wahrnehmung und Sichtweisen hinterfragen und lernen mögliche Konsequenzen von vermeidlichen Niederlagen besser einschätzen zu können und gegebenenfalls zu relativieren. Das Vertrauen, die Wertschätzung, Anerkennung und Empathie einer vertrauten Person oder eines Therapeuten kann dabei als wichtige Unterstützung dienen. Zur Aufarbeitung von traumatischen Ereignissen, die als Ursache gesehen werden, kommen meist Methoden der Psychoanalyse oder Tiefenpsychologie zum Einsatz. Zu einer Veränderung der eigenen Sichtweisen und des eigenen Verhaltens kommt meist eine Verhaltenstherapie zum Einsatz. Zudem gibt es viele weitere Therapieformen, die auf eine bessere Selbstwertschätzung abzielen. Diese können einzeln oder in betreuten Gruppen stattfinden.